# Mrač
Mrač település Csehországban, a Benešovi járásban. Mrač Čerčany, Benešov, Soběhrdy és Poříčí nad Sázavou településekkel határos. Lakosainak száma 874 fő (2024. január 1.).

## Népesség
A település lakosságának változását az alábbi diagram mutatja:
| Lakosok száma | 387  | 554  | 483  | 661  | 613  | 800  | 800  | 835  | 907  | 874  |
|               | 1869 | 1900 | 1921 | 1961 | 1980 | 2011 | 2016 | 2019 | 2021 | 2024 |